# Formica subintegra
Formica subintegra es una especie de hormiga del género Formica, familia Formicidae. Fue descrita científicamente por Wheeler en 1908.
Se distribuye por Canadá y los Estados Unidos. Se ha encontrado a elevaciones de hasta 2957 metros. Vive en microhábitats como rocas, piedras, montículos y plantas.